# Дроґошево (Підляське воєводство)
Дроґошево (пол. Drogoszewo) — село в Польщі, у гміні Мястково Ломжинського повіту Підляського воєводства.
Населення — 421 особа (2011).
У 1975-1998 роках село належало до Ломжинського воєводства.

## Демографія
Демографічна структура станом на 31 березня 2011 року:
|          | Загалом | Допрацездатний вік | Працездатний вік | Постпрацездатний вік |
| -------- | ------- | ------------------ | ---------------- | -------------------- |
| Чоловіки | 219     | 52                 | 147              | 20                   |
| Жінки    | 202     | 51                 | 105              | 46                   |
| Разом    | 421     | 103                | 252              | 66                   |